# Middelste waterkers
De middelste waterkers (Rorippa ×anceps, synoniemen: Rorippa anceps, Rorippa ×prostrata) is een vaste plant uit de kruisbloemenfamilie (Brassicaceae). Het is een soortskruising (hybride) van Rorippa amphibia met Rorippa sylvestris. De soort komt van nature voor in Europa, is in Nederland zeer zeldzaam. Het aantal chromosomen is 2n = 32 of 40.
Rorippa ×anceps wordt 30-100 cm hoog en vormt een wortelstok. De liggende of opstijgende stengel is aan de onderkant kaal of soms fijn behaard. De stengelbladeren zijn gelobd tot veerdelig. De onderste bladeren zijn zittend en de bovenste bladeren hebben een bladsteel. De bladeren zijn tot 12,5 cm lang en 5-6 cm breed en hebben een grote eindslip.
De middelste waterkers bloeit vanaf mei tot in september. De langwerpige, geelgroene kelkbladeren zijn 2-3 mm lang. De gele kroonbladen zijn 3,5-5 mm lang. De bloemen hebben een 1,2-2,5 mm lange stijl.
De smal ellipsvormige tot cilindervormige hauwtjes zijn 5-10 mm lang en 1,2-2,5 mm breed en zitten aan 5-12 mm lange, teruggeslagen stelen. De snavels zijn langer dan 1 mm. De lichtbruine, eivormige of bijna ronde zaden zijn 1 mm groot.
De middelste waterkers komt voor op voedselrijke, veelal kalkrijke gronden op oevers met sterk wisselende waterstanden, zoals in uiterwaarden en verlandingsvegetaties.
Bloemformule: K4 C4 A2+4 G(2)

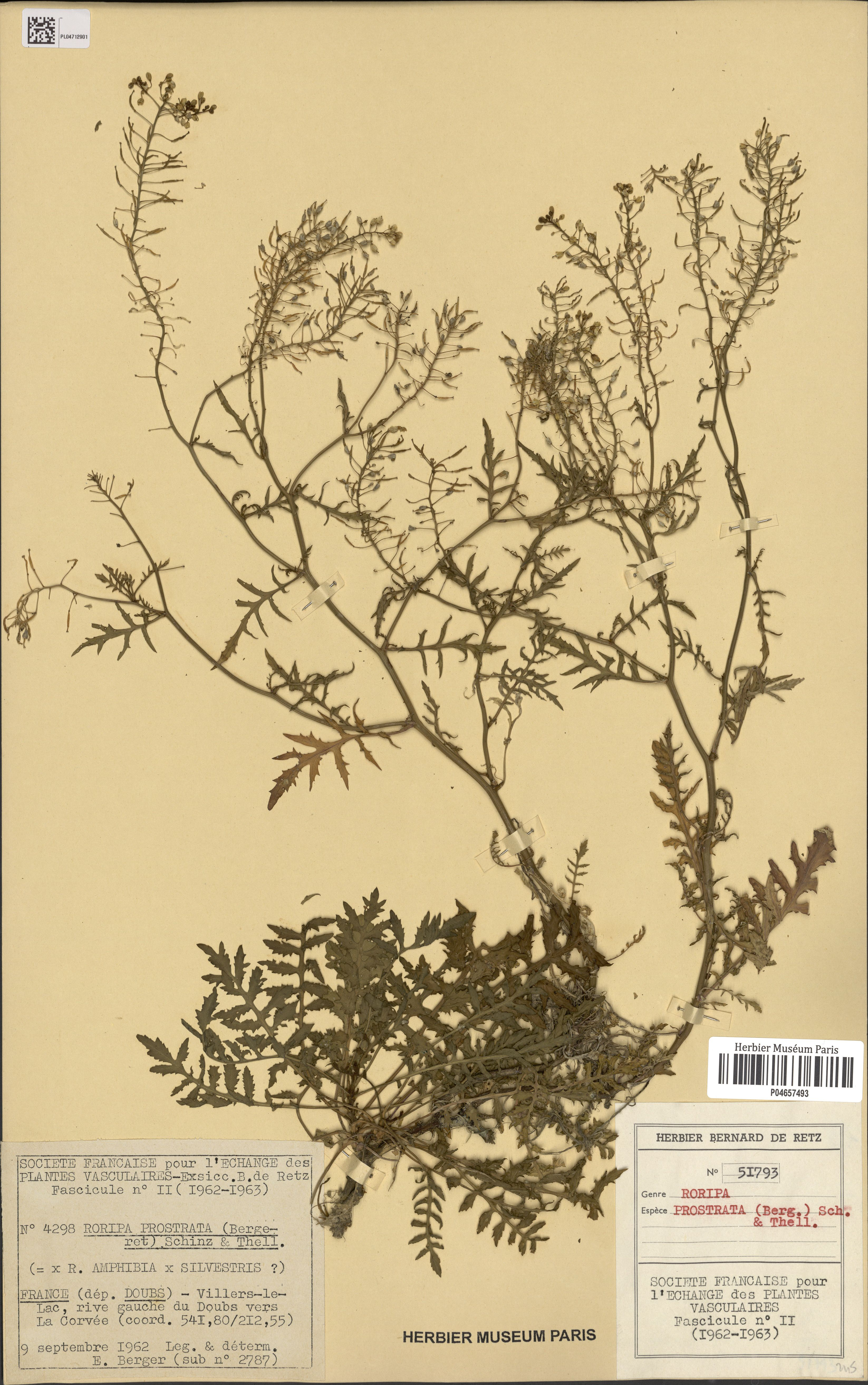
Herbariumexemplaar
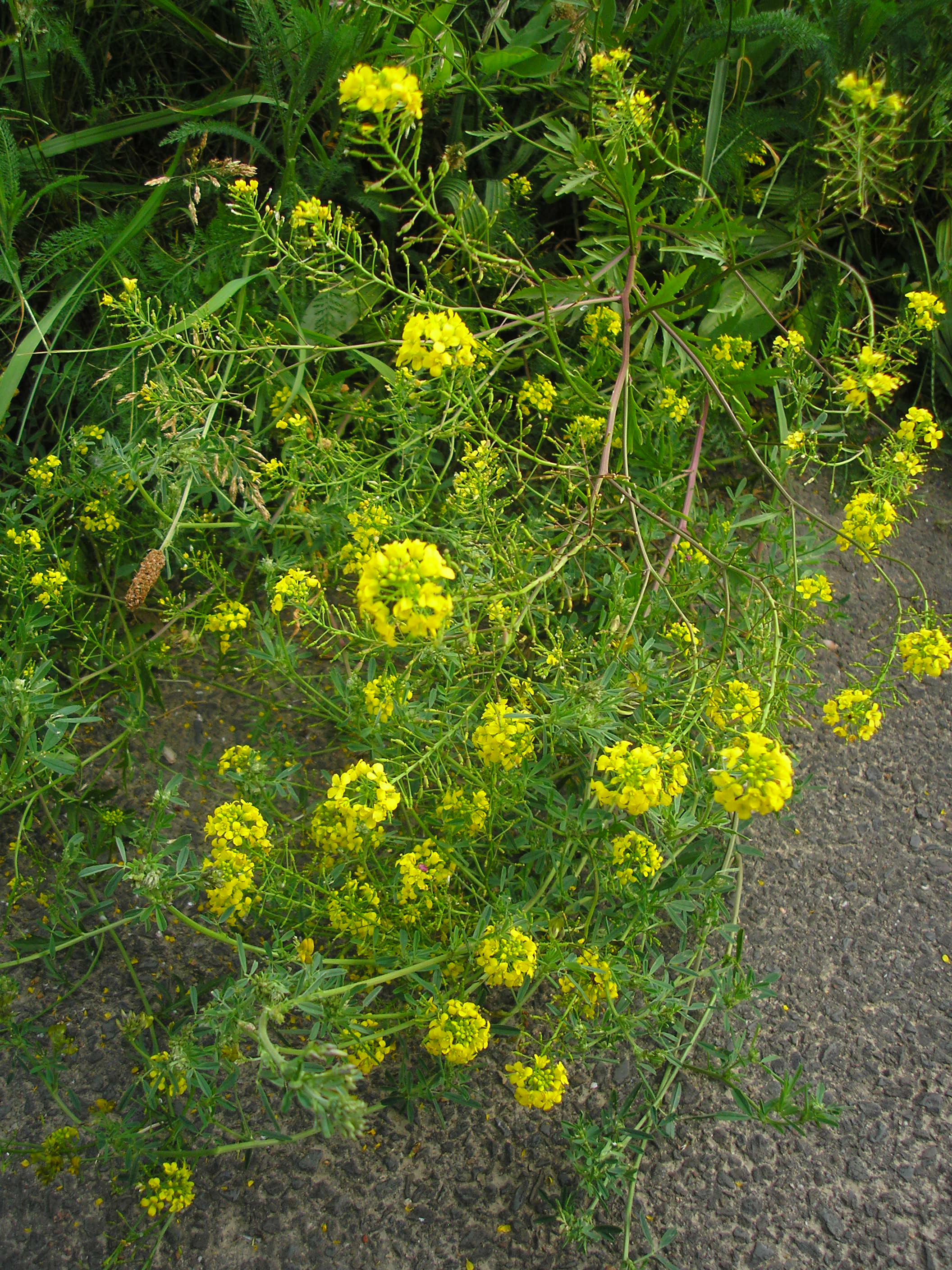
Plant
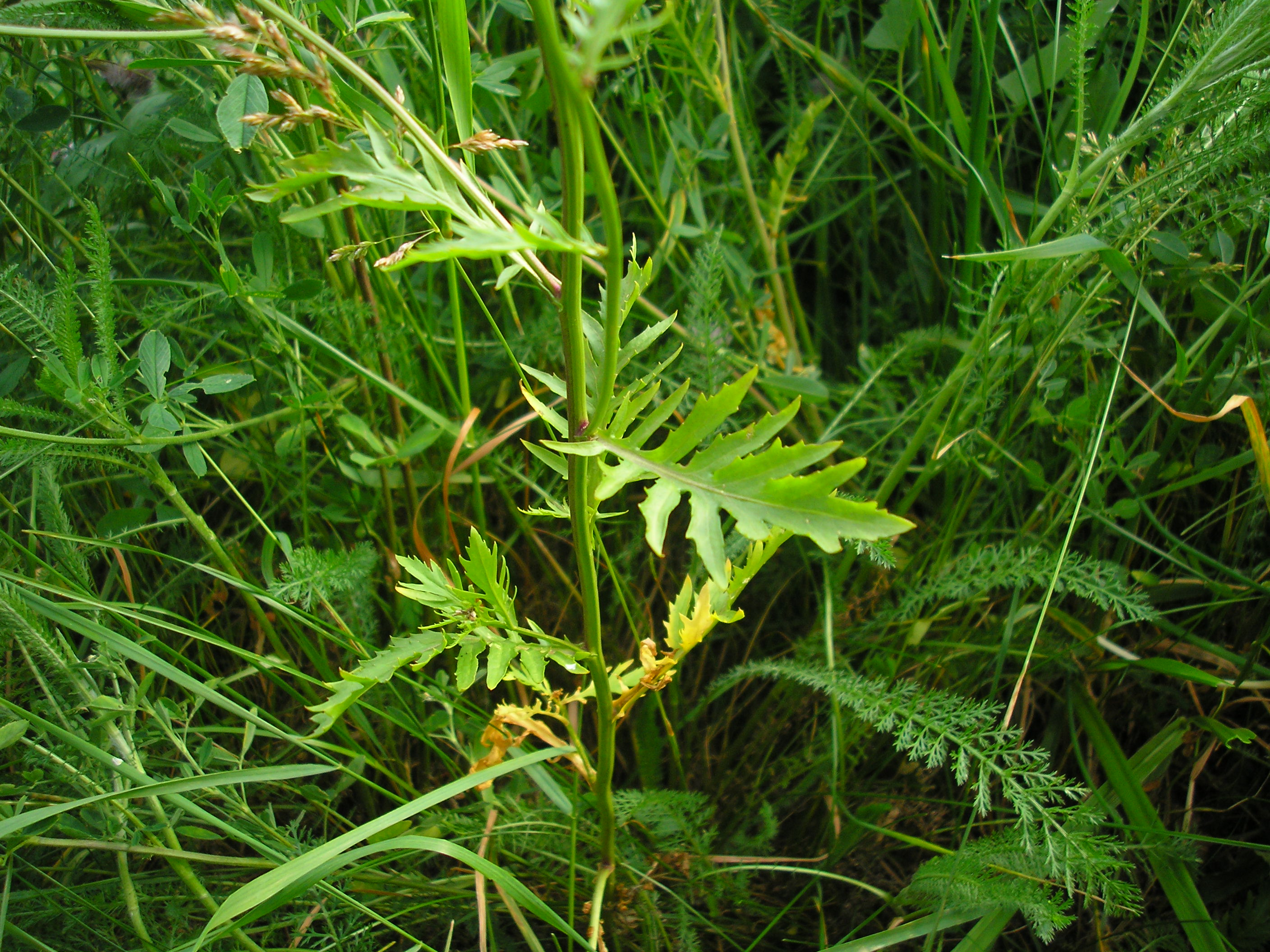
Stengel met blad
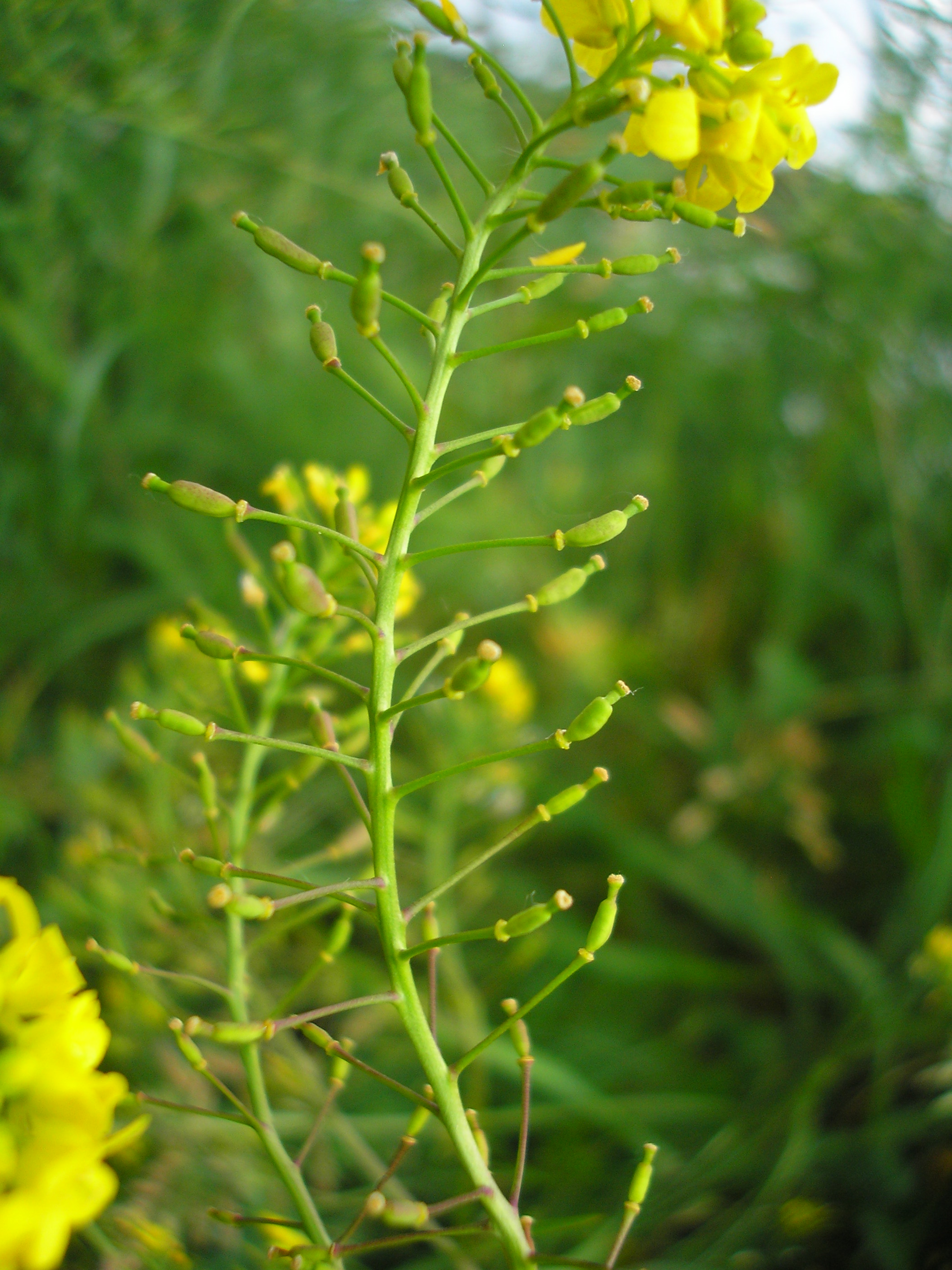
Jonge vruchten